# Ray Alonge
Raymond Alonge (New York, 16 juli 1924 - aldaar, 17 januari 2000) was een Amerikaanse hoornist die bij symfonieorkesten speelde, maar ook actief was in de jazz en als studiomuzikant.
Alonge begon op zijn negende hoorn te spelen en toen hij zeventien was werd hij eerste hoornist in het symfonieorkest van Indianapolis. Na zijn diensttijd in het leger studeerde hij aan Juilliard School of Music. Nog student speelde hij in verschillende klassieke gezelschappen in New York, zoals het New York City Opera Orchestra. Van 1951 tot 1956 was hij muzikant in het Detroit Symphony Orchestra. Vanaf de jaren vijftig tot eind jaren zeventig was hij ook actief als (studio)muzikant in de jazz en popmuziek. Hij speelde mee op opnames van o.m. Dizzy Gillespie ("A Portrait of Duke Ellington"), John Lewis, James Moody, Etta Jones, Johnny Griffin, Art Farmer, Oliver Nelson, Quincy Jones, Stan Getz ("Big Band Bossa Nova"), Milt Jackson, Carmen McRae, Gil Evans ("The Individualism of Gil Evans"), Maynard Ferguson, Morgana King, Wes Montgomery, Cal Tjader, Moondog, Paul Desmond, Freddie Hubbard, Thad Jones/Mel Lewis, Herbie Hancock en Miles Davis. In de popmuziek werkte hij samen met bijvoorbeeld Frank Sinatra, Barbra Streisand, Elvis Presley, de Beatles, Rolling Stones en Janis Ian. Hij is ook te horen op Jan Akkermans album "Tabernakel". In 1981 stopte hij vanwege zijn gezondheid als actief muzikant en ging hij werken bij Local 802, een vakbond voor musici.
- Bibliothèque nationale de France: cb138907013 (data)
- Library of Congress Control Number: no2008084760
- MusicBrainz: 646b056d-2c52-4df0-b61c-67b171a92a33
- Virtual International Authority File: 61730833
- WorldCat: E39PBJbxFtHbVJc7CCtkxH8Bfq